# ایزابل جینز
ایزابل جینز (انگلیسی: Isabel Jeans؛ ۱۶ سپتامبر ۱۸۹۱ – ۴ سپتامبر ۱۹۸۵) یک هنرپیشه سینما و تئاتر اهل بریتانیا بود.

## فیلمشناسی
از فیلم‌ها یا برنامه‌های تلویزیونی که وی در آن نقش داشته است می‌توان به مسیحی جادویی(۱۹۶۹)، ژی‌ژی (۱۹۵۸)، سوءظن (۱۹۴۱) و سست‌عفاف (۱۹۲۸) اشاره کرد.